# Соф'їно (Великоберезниківський район)
Со́ф'їно (рос. Софьино, ерз. Софьино) — присілок у складі Беликоберезниківського району Мордовії, Росія. Входить до складу Косогорського сільського поселення.

## Населення
Населення — 11 осіб (2010; 14 у 2002).
Національний склад (станом на 2002 рік):
- росіяни — 93 %